# Usko Meriläinen
Usko Aatos Meriläinen (ur. 27 stycznia 1930 w Tampere, zm. 12 listopada 2004 tamże) – fiński kompozytor i dyrygent.
Studiował w Akademii Muzycznej im. Sibeliusa w Helsinkach, uzyskując dyplom z dyrygentury w 1953 i kompozycji w 1956; uzupełniał wykształcenie prywatnie w Asconie (Szwajcaria) w 1958. W latach 1955–1956 był dyrygentem chóru fińskiej opery narodowej w Helsinkach, następnie (do 1960) dyrygentem teatru w Tampere. Pracował jako pedagog (docent na wydziale muzycznym) uniwersytetu w Tampere. Wielokrotnie występował jako dyrygent gościnny.
Jako kompozytor szukał początkowo wzorców u Igora Strawinskiego, z czasem wypracował własny styl kompozytorski, który określił mianem komponowania charakterami. Eksperymentował z muzyką elektroniczną. Był twórcą pięciu symfonii (1955, 1964, 1971, 1975 i 1976), utworów na orkiestrę i fortepian (m.in. cztery koncerty), kwartetów smyczkowych, sonat fortepianowych, baletów (Arius, 1960, także autor libretta; balety z muzyką elektroniczną – Psyche, 1973, Ku-gu-ku, 1979, Alasin, 1975) i innych utworów.
W 1986 był współtwórcą Biennale Muzyki Awangardowej w Tampere, którym kierował do 2000.